# Stade Michel Farré
Stade Michel Farré – stadion piłkarski w Mondeville, we Francji. Został otwarty w 1936 roku. Obiekt może pomieścić 2302 widzów, z czego 402 to miejsca na trybunie głównej, pozostałe są stojące i niezadaszone. Na obiekcie swoje spotkania rozgrywa drużyna USON Mondeville. Stadion był jedną z aren piłkarskich Mistrzostw Europy U-19 2010. Zostały na nim rozegrane trzy spotkania grupowe turnieju.